# Белка (приток Шелони)
Белка — река в России, протекает по Дновскому, Дедовичскому и Порховскому районам Псковской области. Устье реки находится в 148 км по правому берегу реки Шелонь у деревни Бельское Устье. Длина реки (с Ровкой) составляет 61 км, площадь водосборного бассейна — 641 км².

## Гидрология и гидрография
По данным государственного водного реестра России Белка в верхнем течении называется Ровкой, однако, по данным топокарт Ровка, вытекающая из Белого озера является левым притоком Белки, а исток Белки находится восточнее на границе болота Фекинский Мох.
Основные притоки Белки: Липня (впадает слева в 28 км от устья) и Дубенка (впадает справа в 17 км от устья).

## Населённые пункты
У истока по берегам Белки стоят деревни Гавровской волости Дновского района: Речки, Ботаног, Хотовань, Симоново, Головино, Шелелег, Житницы, Врево и Белая.
Дальше река течёт мимо деревень Дубишенской волости Замостье и Заречье.
Ниже река опять течёт по территории Дновского района мимо деревни Красный Бор Гавровской волости и деревень Искровской волости: Твердилово, Вязовно, Заклинье, Дубенка (у устья Дубенки) и Зарабочье.
Дальше до устья река течётпо территории Порховского района. По берегам Белки стоят деревни Красноармейской волости: Шевницы, Славницы, Кшоты, Горки, Любасницы, Тимоново, Голово, Новопетровское и Бельское Устье.

## Данные водного реестра
По данным государственного водного реестра России относится к Балтийскому бассейновому округу, водохозяйственный участок реки — Шелонь, речной подбассейн реки — Волхов. Относится к речному бассейну реки Нева (включая бассейны рек Онежского и Ладожского озера).
Код объекта в государственном водном реестре — 01040200412102000024472.